# Kino.dk
Kino.dk er et website, der står for at formidle salget af biografbilletter til over 50 danske biografer fordelt over hele landet. Sitet er ejet af Nordisk Film Biograferne og CinemaxX.
Virksomheden kino.dk består af en redaktion, (annonce-) salgafdeling, IT og direktør.
Filmnyheder er en stor del af kino.dk. Udover seneste trailers, billeder og rygter laver kino.dk afstemninger, konkurrencer og meget andet, der har noget med film at gøre. Kino.dk producerer eget kino tv-indhold i form af interviews med filmstjerner, brugeranmeldelser, rapporter fra den røde løber osv. 
Fra 2009-2014 udgav kino.dk et månedligt et gratis filmmagasin. 
| Internet | Spire Denne internet-relaterede artikel er en spire som bør udbygges. Du er velkommen til at hjælpe Wikipedia ved at udvide den. |